# Hospital St. Georg (Hamburg)

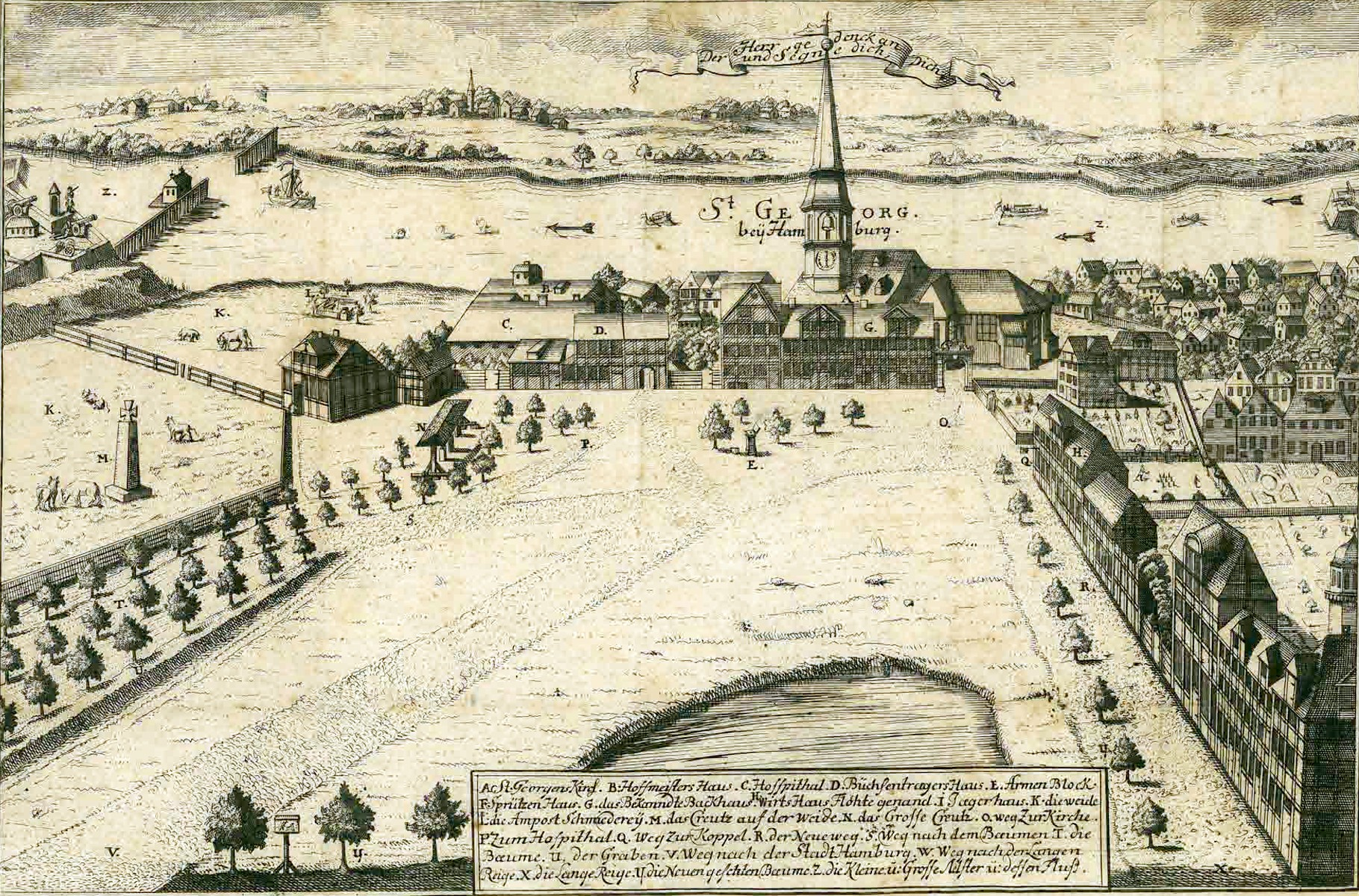
St. Georg um 1720, Kupferstich von Johann Balthasar Hempel (?), das Hospital (C) befindet sich im Hintergrund links neben der Kirche

Das St. Georgs-Hospital in Hamburg war ursprünglich ein Asyl für Lepra-Kranke, das um 1200 außerhalb der damaligen Stadtmauern gegründet und nach dem Heiligen Georg benannt wurde. Später nahm es auch andere Kranke und Bedürftige auf, wurde im 17. Jahrhundert in ein reines Armenwohnstift umgewandelt und bestand in dieser Form bis 1951. Obwohl namensgebend für den heutigen Stadtteil St. Georg, ist es nicht identisch mit dem Allgemeinen Krankenhaus St. Georg (heute Asklepios Klinik St. Georg), das erst zu Beginn des 19. Jahrhunderts neu gegründet wurde.

## Geschichte
Die erste urkundliche Erwähnung stammt aus dem Jahre 1220, als Albrecht von Orlamünde dem Hospital drei Äcker Land „zu ewigem Besitz“ vermachte. Die Gründung geht vermutlich auf Adolf III. von Holstein zurück, der am 3. Kreuzzug teilgenommen hatte, in dessen Folge die bis dato unbekannte Krankheit nach Europa eingeschleppt worden war. 
Das Hospital befand sich am St. Georgs Kirchhof, Ecke Alstertwiete und war mit der Stadt nur durch eine schmale Gasse, die heutige Spitalerstraße verbunden. Ein von Rat, Erbgesessener Bürgerschaft und Domkapitel erlassenes Reglement von 1296 bestimmte unter anderem, dass die Kranken die Stadt nicht betreten durften, um die Bevölkerung vor Ansteckung zu schützen. Zum Hospital gehörte ein Landstreifen zwischen der Langen Reihe und der Außenalster, später kam durch Schenkungen umfangreicher Landbesitz in Berne, Klein Borstel und Langenhorn hinzu. Der Grundbesitz wurde durch Pächter bewirtschaftet, die die Erträge an das Hospital abführen mussten. Im Zuge der Reformation geriet er unter das Patronat des Hamburger Rates; Patrone waren jeweils (nach dem Dienstalter) der zweite und der dritte Bürgermeister. 1830 wurde es mit dem übrigen Hamburger Landgebiet zur Landherrenschaft der Geestlande vereinigt. 
Seit dem 16. Jahrhundert beherbergte das Hospital zunehmend auch andere Kranke, alte und arme Menschen. 1564 wurde ein Pest- und Armenfriedhof angelegt, aus dem um 1800 die Steintorfriedhöfe hervorgingen. 1606 wurden die letzten Kranken in das neu eröffnete „Pesthaus“ am Hamburger Berg in St. Pauli verlegt und das Hospitalgebäude fortan als Armenwohnstift genutzt, 1830 durch einen Neubau ersetzt, 1838 aufgestockt und 1842 durch einen Anbau erweitert. Nach der Errichtung einer zusätzlichen Dreiflügelanlage (Haus II) nach Plänen von Martin Haller bot das Hospital ab 1867 schließlich Freiwohnungen für 104 Witwen und alleinstehende Frauen. 1951 wurde das Hospital als selbständige Stiftung aufgehoben, die Gebäude wurden 1972 abgerissen.